# Myrmecium dacetoniforme
Myrmecium dacetoniforme là một loài nhện trong họ Corinnidae.
Loài này thuộc chi Myrmecium. Myrmecium dacetoniforme được Cândido Firmino de Mello-Leitão miêu tả năm 1932.